# Pulchrana signata
Pulchrana signata là một loài ếch trong họ Ranidae. Chúng được tìm thấy ở Brunei, Indonesia, Malaysia, và Thái Lan.
Các môi trường sống tự nhiên của chúng là các khu rừng ẩm ướt đất thấp nhiệt đới hoặc cận nhiệt đới, đầm nước nhiệt đới hoặc cận nhiệt đới, và sông. Theo IUCN loài này hiện không bị đe dọa.

## Hình ảnh

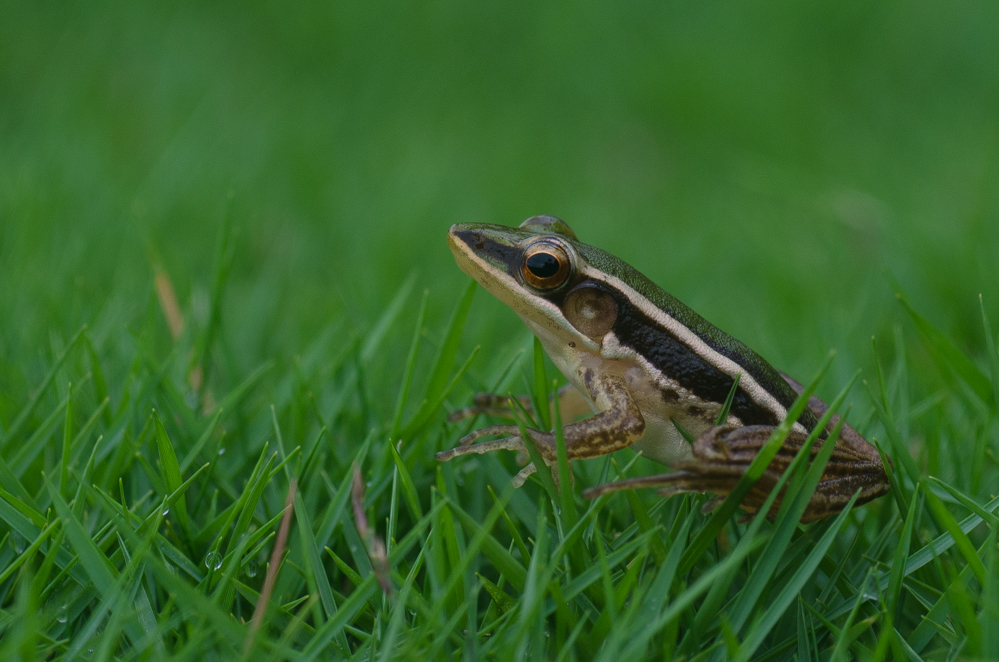